# Вели-Бриюн
Вели-Бриюн (хорв. Veli Brijun); до 2006 года — Велики-Бриюн (хорв. Veliki Brijun) — необитаемый остров в хорватской части Адриатического моря. Находится у западного побережья полуострова Истрия. Является крупнейшим островом архипелага Бриони. Лежит в двух километрах от Фажаны и в шести километрах от Пулы. Вместе с другими островами архипелага входит в состав национального парка Бриони, открытого в 1983 году.

## География

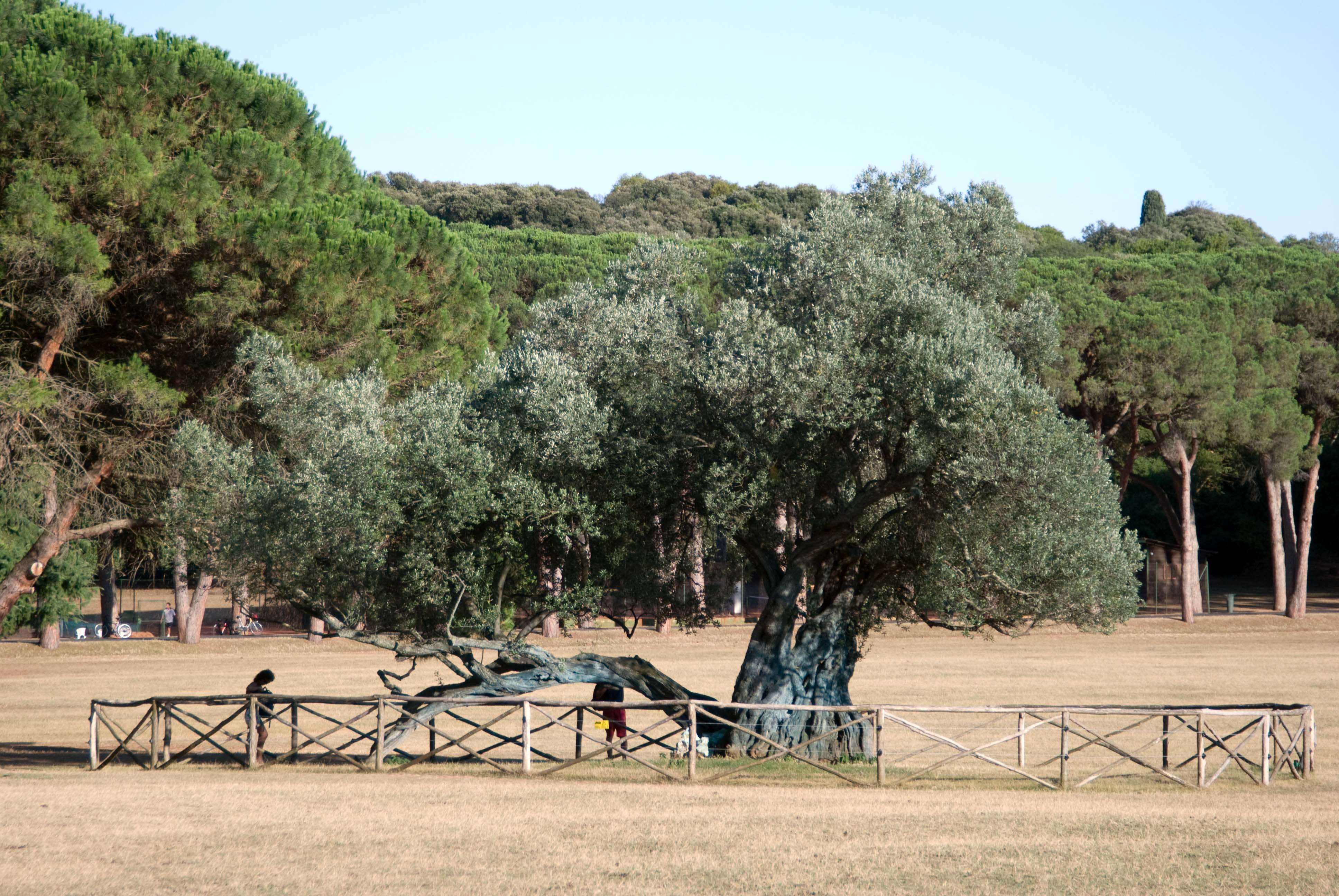
Старейшее оливковое дерево на Большом Бриуне

Остров, имея площадь 5,72 км², занимает по этому показателю 41 место среди всех островов Хорватии. Протяжённость береговой линии острова составляет 23,41 километра.
Остров отделён от материка Фажанским проливом глубиной 12 метров, а по данным геологии весь архипелаг был соединён с материком около 10 тысяч лет назад.
Климат острова — субтропический, влажный. На острове преобладают краснозёмы, в которых хорошо растёт субтропическая флора. На Большом Бриуне растут дубы, лавры, сосны, маслины, розмарин, кедры и другие деревья. Достопримечательностью Большого Бриуна является одно из самых древних оливковых деревьев, возраст которого оценивается в 1300—1600 лет.

## История
Как и большинство островов архипелага, Вели-Бриюн был заселён с доисторических времён, первые следы поселенцев относятся к 3000 году до нашей эры, то есть к раннему Бронзовому веку. В разное время островом правили иллирийцы, римляне, остготы, византийцы.
В XIX веке Австро-Венгрия начала строительство бастионов и батарей на островах. На Вели-Бриюне было выстроено пять небольших фортов.

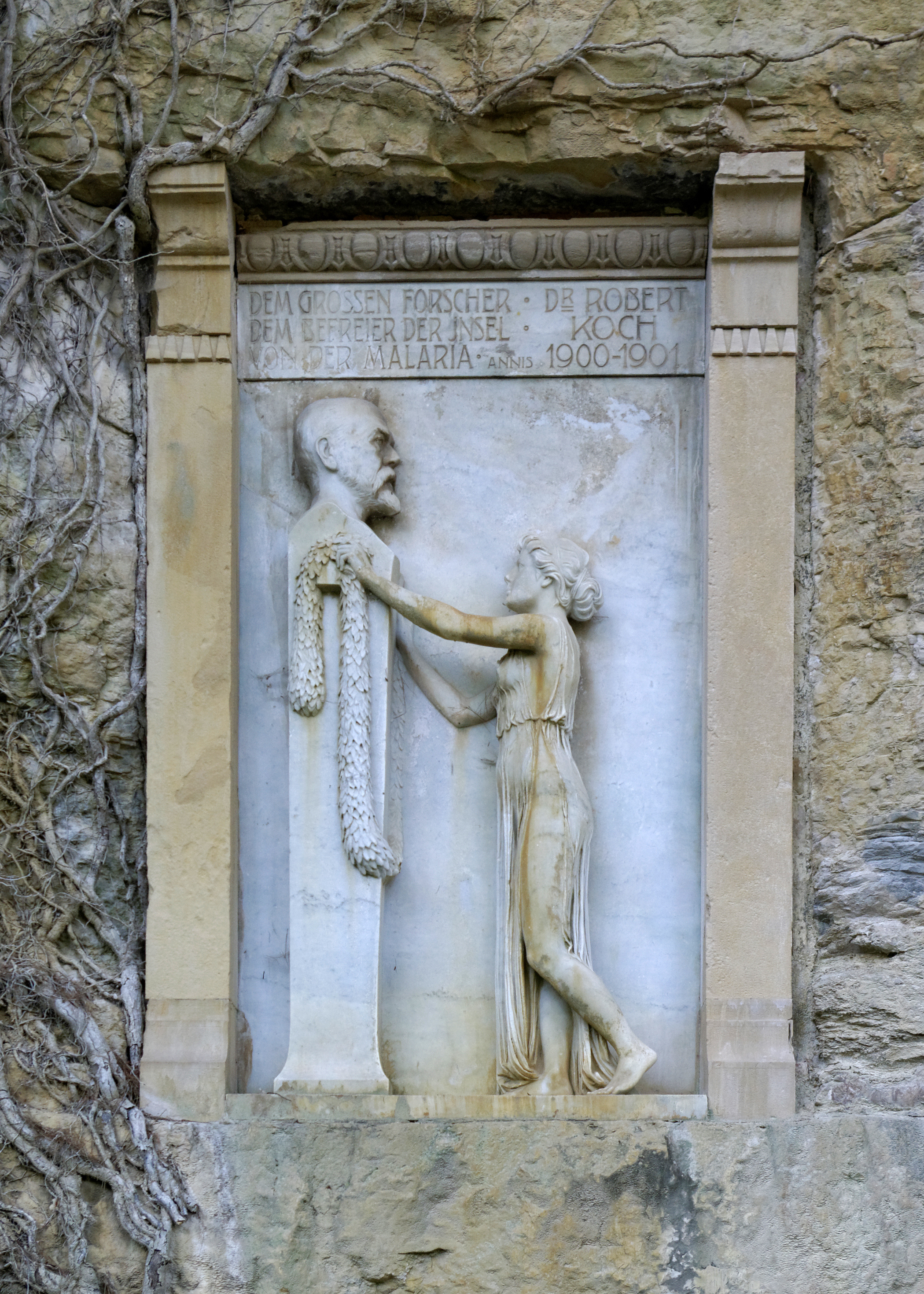
Памятник Роберту Коху и борьбе с малярией на Вели-Бриюне

В 1893 году архипелаг был куплен австрийским промышленником Паулем Купельвизером, который начал работы по превращению архипелага в роскошный курорт. Известным врачом Робертом Кохом была искоренена малярия на острове. В соответствии с инструкциями Коха все пруды и болота Вели-Бриюна, в которых обитали малярийные комары, были осушены, а пациентам назначено лечение хинином. В 1902 году Купельвизер поставил Коху памятник, который до сих пор стоит поблизости от Церкви Святого Германа XV века.
Первые гости посетили Вели-Бриюн ещё в 1896 году. К 1913 году было завершено строительство гостиничного комплекса и десяти вилл. Был построен новый причал, почта, телефонная станция, дороги, большой пляж, бассейн с морской водой, казино и различные спортивные площадки, самое большое в Европе поле для гольфа, имеющее 18 лунок суммарную длину дорожек 5850 метров.
После Первой мировой войны Истрия, включая острова, отошла к Италии, но Бриони остались в собственности семьи Купельвизера. Однако, предприятие Купельвизера обанкротилось и острова перешли под юрисдикцию министерства финансов Италии. Во время Второй мировой войны архипелаг был вновь превращён в военно-морскую базу и несколько раз подвергался налётам авиации. При бомбардировке 25 апреля 1945 года были полностью разрушены или значительно повреждены два отеля, множество домов и значительная часть набережной.
После Второй мировой войны Вели-Бриюн был превращён в летнюю резиденцию президента Югославии Иосипа Броз Тито, который использовал остров с июня 1947 года по август 1979 для приёма зарубежных высокопоставленных лиц. С 1984 года на острове размещается постоянная выставка под названием «Иосип Броз Тито на Бриони», где посетители могут видеть галерею знаменитых гостей, посещавших остров. На выставке представлены главы 60 государств начиная от первого гостя — императора Эфиопии Хайле Селассие I, посетившего остров в 1954 году, до последнего — президента Гвинеи-Бисау Луиша Кабрала, побывавшего на Вели-Бриюне в 1979 году. Среди других гостей, посетивших остров, были Гамаль Абдель Насер, Джавахарлал Неру, Элеонора Рузвельт, Софи Лорен, Джеймс Джойс.
В 1978 году в северной части острова был создан сафари-парк, занявший площадь в 9 гектар. В парке обитают экзотические животные, бо́льшая часть которых была подарена Иосипу Броз Тито главами государств — членов Движения неприсоединения. Среди обитающих на острове животных есть нильгау, подаренные Джавахарлалом Неру в 1959 году, кобы, привезённые из Замбии в 1962 году, сомалийские бараны, подаренные Эфиопией в 1959 году, зебу, зебры, индийские слоны и ламы. Кроме того, на Большом Бриуне обитают аксисы, лани и муфлоны, завезённые на остров в начале XX века.
В октябре 1983 года на территории архипелага был организован национальный парк.
Из-за недостатка государственного финансирования существующей инфраструктуры и запрета на новое строительство, обусловленного статусом национального парка и охраняемой зоны, к 2000 годам курорты Вели-Бриюна пришли в упадок.

## Современное состояние
В августе 2009 года газета The Independent сообщила, что правительство Хорватии выставило Вели-Бриюн на продажу за 1,2 миллиарда евро, однако позже новость была опровергнута жупаном Истрийской жупании Иваном Яковчичем, президентом Степаном Месичем и премьер-министром Ядранкой Косор. По состоянию на 2009 год разрабатываются проекты модернизации курортного комплекса.